# Сатурн V
Сатурн V (произнася се сатурн пет, на английски: Saturn V, произнася се сатурн файв) е тристепенна американска ракета носител, използвана от НАСА в програмата Аполо за достигане на Луната.

## История
Ракетите от серията Сатурн са разработени от германския ракетен инженер Вернер фон Браун върху основата за проектите на германски ракети А-9, А-12 (част от програмата V-2, неосъществени до края на Втората световна война). След края на войната фон Браун с екипа си от германски инженери, специалисти, работници и техника започват работа по ракетната програма на САЩ. В началото на 60-те години на 20. век в Хънтсвил, Алабама е създаден Космически летателен център Маршал  Marshall Space Flight Center (MSFC), където идеите на фон Браун намират практическо приложение. Оригиналната идея за Сатурн възниква през 1957 г. и се реализира през периода 1962 – 1966 г. Първата готова ракета „Сатурн 5“ застава на старт на 9 ноември 1967 с безпилотния кораб Аполо 4, а през декември 1968 Аполо 8 излита с екипаж на борда и достига до Луната.

### Проекти и развитие
Вернер фон Браун започва работа с екипа си в учредената през 1956 г. Военна агенция за балистични ракети (Army Ballistic Missile Agency) (ABMA), където развива дейност под контрола на Министерството на отбраната, финансирана по програмата за развитие на нови технологии (ARPA) (Advanced Research Projects Agency) за Армията на САЩ. През ноември 1956 г. ABMA получава задача за създаването на нов тип ракети, позволяващи изстрелването и достигане на околоземна орбита. Първоначалните планове са за разработката на три ракети носители: Сатурн I, Сатурн IB и Сатурн V. В началото на 1957 г. „Супер-Юпитер“ е първият проект за самостоятелна едностепенна ракета с обща мощност от 6,8 mN с двигател Е-1. Следващият проект е за многостепенна ракета с осем двигателя, от създадената преди това от фон Браун ракета Юпитер (Jupiter), получава името Юнона V (Juno V). Със заповед на ARPA през август 1958 е възложено на екипа да продължи разработката по проекта Юнона 5, с което е поставено началото, както се изразява по-късно фон Браун „... Юнона 5 беше, това е факт, бебето на Сатурн“.

### Изпитания
Разработката на Сатурн 5 и нейните свръхмощни двигатели F 1 започва през 1962. Провеждат се многобройни наземни изпитания. Извършват се 2 (два) изпитателни полета в околоземна орбита. Като товар на ракетата служи кораб Аполо без екипаж.
- Първи изпитателен полет: 9 ноември 1967, с Аполо 4
  - Товар: 36 656 kg
  - Издигнато до: околоземна орбита с перигей 370 km и апогей 371 km
  - Продължителност: 8 ч. и 37 минути.
  - Официална оценка: Успешно изпитание.
- Втори изпитателен полет: 4 април 1968, с Аполо 6
  - Товар: 36 806 kg
  - Издигнато до: околоземна орбита с перигей 177,7 km и апогей 362,9 km
  - Продължителност: 2,43 денонощия
  - Официална оценка: Неуспешно изпитание.

Според официалния отчет, по време на работата на първата степен са се наблюдавали резки скокове в показанията и „oscillations“ (трептения, вибрации, люлеене, лашкане – неясно кое точно). Според друг източник, от петте двигатели са работили само три.
Според официалния отчет 2 от двигателите на втората степен са угаснали преждевременно (не се казва точно колко), но това е компенсирано чрез удължаване работата на останалите с 1 минута.
Според официалния отчет третата степен е работила по-дълго от планираното и Аполо 5 се е оказал на орбита 177,7 x 362,9 km вместо на планираната кръгова орбита 160,9 km. Планираното повторно пускане на двигателя на третата степен, имитиращо импулс за полет към Луната, е било неуспешно. Поради това е неуспешна и проверката за кацане с 2-ра космическа скорост 11,1 km/s. Навлизането в атмосферата е било с 10 km/s.
След тези резултати от изпитанията, на 23 април 1968 се взема решение следващият полет да е с хора на борда.